# Giả thuyết yếu của Goldbach
Trong lý thuyết số, giả thuyết yếu của Goldbach, còn được gọi là giả thuyết Goldbach lẻ, hay bài toán 3 số nguyên tố, được phát biểu là
Mọi số lẻ lớn hơn 5 đều có thể được biểu diễn dưới dạng tổng của ba số nguyên tố. (Một số nguyên tố có thể được sử dụng nhiều hơn một lần trong cùng một tổng)
Giả thuyết này được gọi là "yếu" bởi vì nếu giả thuyết mạnh của Goldbach (liên quan đến tổng của hai số nguyên tố) được chứng minh, thì giả thuyết này cũng sẽ đúng. Bởi nếu mọi số chẵn lớn hơn 4 là tổng của hai số nguyên tố lẻ, thì việc thêm 3 vào mỗi số chẵn lớn hơn 4 sẽ tạo ra các số lẻ lớn hơn 7 (còn số 7 thì bằng 2 + 2 + 3).
Vào năm 2013, nhà toán học Harald Helfgott đã công bố một bản chứng minh về giả thuyết yếu của Goldbach. Tính đến năm 2018, tuy bài chứng minh được chấp nhận rộng rãi trong cộng đồng toán học, nhưng nó vẫn chưa được xuất bản trên một tạp chí được bình duyệt.
Một số khác có thể đưa giả thuyết khác là
Mọi số lẻ lớn hơn 7 đều có thể được biểu diễn dưới dạng tổng của ba số nguyên tố lẻ.
Phiên bản này loại trừ trường hợp 7 = 2 + 2 + 3 vì điều này yêu cầu số nguyên tố chẵn là 2. Đối với các số lẻ lớn hơn 7, nó mạnh hơn một chút vì nó cũng loại trừ các tổng như 17 = 2 + 2 + 13, được cho phép trong công thức khác. Chứng minh của Helfgott bao gồm cả hai phiên bản của giả thuyết. Giống như công thức trên cùng, công thức này cũng sẽ được chứng minh đúng ngay sau khi giả thuyết mạnh mẽ của Goldbach được chứng minh là đúng.